# Комишуваська селищна рада (Запорізький район)
Комишува́ська се́лищна ра́да — адміністративно-територіальна одиниця та орган місцевого самоврядування в Запорізькому районі Запорізької області. Адміністративний центр — селище міського типу Комишуваха.

## Загальні відомості
Комишуваська селищна рада утворена у 1963 році.
- Територія ради: 7,898 км².
- Населення ради: 5821 особа (станом на 2001 рік).
- Територією ради тече річка Кінська.

## Населені пункти
Селищній раді підпорядковані населені пункти:
- смт Комишуваха
- с. Григорівське
- с. Одарівка

## Склад ради
Рада складається з 30 депутатів та голови.
- Голова ради: Літвінов Олександр Іванович.
- Секретар ради: Притула Зоя Василівна.

### Керівний склад попередніх скликань
| Прізвище, ім'я, по батькові | Основні відомості                                                        | Дата обрання | Дата звільнення |
| --------------------------- | ------------------------------------------------------------------------ | ------------ | --------------- |
| Лазько Анатолій Григорович  | Селищний голова, 1957 року народження, безпартійний                      | 26.03.2006   | 04.10.2007      |
| Літвінов Олександр Іванович | Селищний голова, 1950 року народження, освіта вища, член Партії регіонів | 03.05.2009   | 31.10.2010      |
| Літвінов Олександр Іванович | Селищний голова, 1950 року народження, освіта вища, член Партії регіонів | 31.10.2010   |                 |

Примітка: таблиця складена за даними сайту Верховної Ради України

### Депутати
За результатами місцевих виборів 2010 року депутатами ради стали:

#### За суб'єктами висування
| Суб'єкт висування           | Кількість обраних депутатів | %    |
| --------------------------- | --------------------------- | ---- |
| Партія регіонів             | 22                          | 73,3 |
| Самовисування               | 5                           | 16,7 |
| Комуністична партія України | 3                           | 10   |

#### За округами
| № округу                    | Прізвище, ім'я, по батькові      | Дата визнання обраним | Освіта  | Партійна приналежність | Відомості про обраного депутата                                                             |
| --------------------------- | -------------------------------- | --------------------- | ------- | ---------------------- | ------------------------------------------------------------------------------------------- |
| Комуністична партія України |                                  |                       |         |                        |                                                                                             |
| 8                           | Пойда Лариса Василівна           | 05.11.2010            | середня | позапартійна           | ЗОКЛ, молодша медична сестра                                                                |
| 21                          | Верес Василь Григорович          | 05.11.2010            | вища    | позапартійний          | пенсіонер                                                                                   |
| 23                          | Швайка Юрій Андрійович           | 05.11.2010            | середня | позапартійний          | ВАТ «Укртелеком»                                                                            |
| Партія регіонів             |                                  |                       |         |                        |                                                                                             |
| 1                           | Літвінов Олександр Олександрович | 05.11.2010            | вища    | позапартійний          | ПП «Ідеал», директор                                                                        |
| 2                           | Бондаренко Антоніна Павлівна     | 05.11.2010            | середня | член Партії регіонів   | Управління праці та соціального захисту населення Оріхівського району, соціальний працівник |
| 3                           | Соколова Олена Вікторівна        | 05.11.2010            | середня | позапартійна           | Комишуваська селищна рада, секретар-друкарка                                                |
| 5                           | Заліський Анаторій Григорович    | 05.11.2010            | середня | позапартійний          | пенсіонер                                                                                   |
| 6                           | Кравець Ірина Миколаївна         | 05.11.2010            | середня | член Партії регіонів   | Комишуваська селищна рада, спеціаліст по соціальним питанням                                |
| 7                           | Осипенко Володимир Іванович      | 05.11.2010            | середня | позапартійний          | ЗЕЗТЗ, зварювальник                                                                         |
| 9                           | Анікін Андрій Вячеславович       | 05.11.2010            | середня | позапартійний          | ТОВ «Дарниця, ЛТД», директор                                                                |
| 10                          | Васецька Лариса Яківна           | 05.11.2010            | вища    | член Партії регіонів   | Комишуваська селищна рада, секретар                                                         |
| 11                          | Мащенко Оксана Володимирівна     | 05.11.2010            | вища    | позапартійна           | Комишуваська селищна рада, головний бухгалтер                                               |
| 12                          | Карапетян Юрій Володимирович     | 05.11.2010            | вища    | позапартійний          | ТОВ ВК «КВМ», генеральний директор                                                          |
| 14                          | Шашков Руслан Володимирович      | 05.11.2010            | вища    | позапартійний          | підприємець                                                                                 |
| 15                          | Здоренко Юрій Іванович           | 05.11.2010            | вища    | позапартійний          | Управління праці та соціального захисту населення Оріхівського району, спеціаліст           |
| 16                          | Бурдовська Тетяна Миколаївна     | 05.11.2010            | середня | член Партії регіонів   | підприємець                                                                                 |
| 18                          | Притула Зоя Василівна            | 05.11.2010            | вища    | член Партії регіонів   | Комишуваська селищна рада, юрист                                                            |
| 20                          | Попко Алла Іванівна              | 05.11.2010            | середня | позапартійна           | ТОВ «ЗМК-14», завідувачка складом                                                           |
| 22                          | Літвінов Денис Олександрович     | 05.11.2010            | вища    | член Партії регіонів   | спортивний клуб «Даліс», директор                                                           |
| 24                          | Здоренко Тетяна Іванівна         | 05.11.2010            | вища    | позапартійна           | Комишуваська селищна рада, землевпо-рядник                                                  |
| 25                          | Спиця Наталя Володимирівна       | 05.11.2010            | середня | позапартійна           | ПП «Панченко», бармен                                                                       |
| 26                          | Король Анатолій Григорович       | 05.11.2010            | середня | позапартійний          | ТОВ «Конка», охоронець                                                                      |
| 27                          | Панченко Таїса Петрівна          | 05.11.2010            | середня | позапартійна           | підприємець                                                                                 |
| 28                          | Галкін Сергій Вікторович         | 05.11.2010            | вища    | позапартійний          | ООО «Фісаківський елеватор», головний інженер                                               |
| 30                          | Коломоєць Віктор Петрович        | 05.11.2010            | середня | позапартійний          | пенсіонер                                                                                   |
| Самовисування               |                                  |                       |         |                        |                                                                                             |
| 4                           | Бородай Віталій Миколайович      | 05.11.2010            | середня | позапартійний          | лікарня № 5 м. Запоріжжя, молодший медичний брат                                            |
| 13                          | Приставка Сергій Олександрович   | 18.04.2011            | середня | позапартійний          | ПП «Каскадгаз», майстер                                                                     |
| 17                          | Іщенко Ілля Вікторович           | 07.02.2012            | середня | член Партії регіонів   | Комишуваська селищна рада, економіст                                                        |
| 19                          | Васильєв Ігор Володимирович      | 05.11.2010            | вища    | позапартійний          | ППЧ-6 Оріхівський РВ ГУ МНС України в Запорізькій області, начальник караулу                |
| 29                          | Стьопін Сергій Степанович        | 05.11.2010            | середня | позапартійний          | тимчасово не працює                                                                         |